# فابيو فيرارو
فابيو فيرارو هو لاعب كرة قدم بلجيكي في مركز الهجوم، ولد في 2002 في هاله في بلجيكا. لعب مع نادي رويال شارلروا.

## وصلات خارجية
- فابيو فيرارو على موقع قاعدة بيانات كرة القدم.إي يو (الإنجليزية)
- فابيو فيرارو على موقع Soccerway.com (الإنجليزية)
- فابيو فيرارو على موقع عالم كرة القدم.نت (الإنجليزية)